# František Boček (politik)
František Boček (1. března 1852 Dolní Černošice – 25. dubna 1917 Horní Černošice) byl rakouský a český rolník a politik, na přelomu 19. a 20. století poslanec Českého zemského sněmu.

## Biografie
Profesí byl rolníkem v Dolních Černošicích. Dlouhodobě působil jako starosta Horních Černošic.
V polovině 90. let 19. století se zapojil i do zemské politiky. Ve volbách v roce 1895 byl zvolen v kurii venkovských obcí (volební obvod Milevsko, Bechyně, Sedlec) do Českého zemského sněmu. Politicky patřil k mladočeské straně. Byl členem zemské zemědělské rady.
Zemřel v dubnu 1917. Pohřben byl do rodinné hrobky v Horních Černošicích.